# Edith Rebecca Saunders

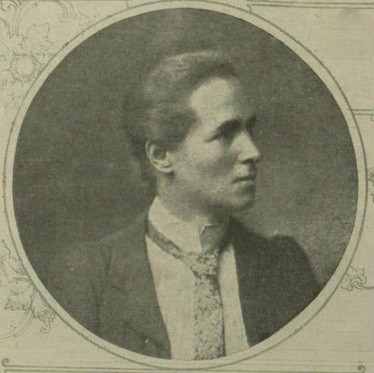
Edith Rebecca Saunders, 1919

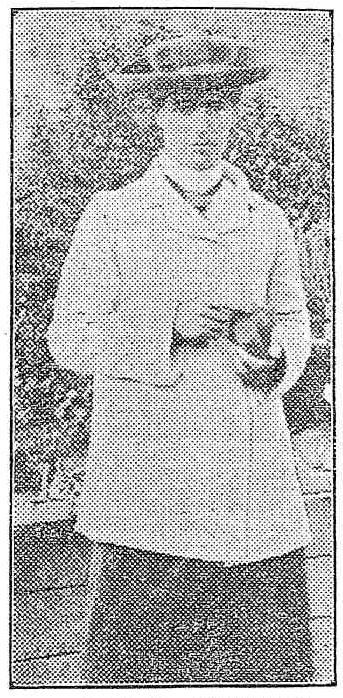
Edith Rebecca Saunders, 1914

Edith Rebecca Saunders (* 14. Oktober 1865 in Brighton; † 6. Juni 1945 in Cambridge) war eine britische Genetikerin, Biologin und Phytotomin. J. B. S. Haldane nannte sie die Mutter der britischen Pflanzengenetik. Gemeinsam mit William Bateson legte sie zu Beginn des 20. Jahrhunderts die Grundlagen für das Verständnis der Mendelschen Regeln, deren Forschungsergebnisse 1866 von Mendel veröffentlicht, aber von der Wissenschaft bis dahin ignoriert worden waren. Ihre intensive Erforschung der Anatomie von Blumen, wobei ihr ganz besonderes Augenmerk auf dem Gynoeceum, den Fortpflanzungsorganen der Blumen lag, sorgte für ihre hohe Anerkennung in der Fachwelt.

## Leben
Saunders besuchte zunächst das Handsworth Ladies' College und danach anschließend, 1884, das nur von jungen Frauen besuchte Newnham College.
In dem an der Universität in Cambridge praktizierten dreiteiligen Tripos-Kurssystem erreichte Saunders die Stufe eins 1887 und die Stufe zwei 1888, das zum Bachelor-Abschluss führt; beide Male mit Auszeichnung. Während ihres postgradualen Studiums unterrichtete sie zwischen 1888 und 1890 im Fach Botanik am Balfour Biological Laboratory for Women für Studentinnen der Newnham und Girton Colleges, die sich dort auf ihre eigenen Abschlüsse vorbereiteten. Das Laboratorium leitete sie selbst von 1890 bis 1914 und war von 1904 bis 1914 gleichzeitig Studiendirektorin am Girton College. Von 1918 bis 1925 leitete sie das Newnham College.
Sie war, nach Dorothea Pertz, die zweite Frau, die 1905 zu einem Mitglied der Linnean Society of London gewählt wurde. 1906 zum Mitglied der Royal Horticultural Society ernannt, wurde sie von dieser Gesellschaft sogar sofort mit einer hohen Auszeichnung, der Banksian Medal geehrt. 1920 übernahm sie die Präsidentschaft der botanischen Sektion der British Association for the Advancement of Science und hielt von 1936 bis 1938 dieselbe Position bei der Genetics Society.
Edith Rebecca Saunders war mit Dorothea Pertz nicht nur beruflich, sondern auch freundschaftlich verbunden.
Während des Zweiten Weltkriegs diente sie bei den Alliierten als Freiwillige im Sanitätsdienst. Sie starb 1945 an den Folgen der Verletzungen eines Fahrradunfalles. Saunders blieb unverheiratet.

## Wirken
Saunders’ erste Forschungen fokussierten sich auf die Genetik. Wichtige Ergebnisse ließen sie und Bateson beweisen, dass Allele, ein kleines „Datenteil“ in einem diploiden Chromosomensatz, gemäß der lange vergessenen Mendelschen Regel, eine wichtige Rolle bei der Vererbung die Art der Eigenschaften und Attribute prägen. Ausgangspunkt dazu waren die Kreuzungsuntersuchungen und die dabei gefundenen Resultate zur Dominanz und Rezessivität von Merkmalen der untersuchten Individuen. Dazu entdeckte sie gemeinsam mit Bateson und Punnett die Genkopplung.
Intensiv betrieb Saunders ihre Forschungen zur Anatomie von Pflanzen, wobei ihr besonderes Augenmerk dem Gynoeceum gegolten hat. Dazu publizierte sie eine bemerkenswerte Serie von Artikeln in der botanischen Fachzeitschrift New Phytologist, die sie auch mit den entsprechenden Zeichnungen der Frucht- und Staubblätter illustrierte.
Während der Zeit ihrer Tätigkeitsepoche führte sie mehrere Forschungsreisen bis nach Australien, Ostasien und Südafrika.

## Werke von Edith Rebecca Saunders
- Floral morphology; a new outlook with special reference to the interpretation of the gynaeceum; Verlag: W. Heffer & Sons Ltd., Cambridge, 1937–1939
- Matthiola; Verlag: ’s-Gravenhage, 1928
- Floral morphology; Verlag: W. Heffer & Sons Ltd., Cambridge, 1937–1939
- Further experiments on the inheritance of "doubleness" and other characters in stocks; Verlag: Cambridge University Press 1911
- mit Bateson, W.: Experimental studies in the physiology of heredity; Verlag: s.n., 1904?, London

## Sekundärliteratur
- Richmond, M. L..: Women in the early history of genetics. William Bateson and the Newnham College: Mendelians, 1900–1910
- Richmond, M. L.: The 'domestication' of heredity : the familial organization of geneticists at Cambridge University, 1895–1910; Dordrecht, 2006

## Nachweise
1. 1 2  Edith Rebecca Saunders entry on Encyclopædia Britannica: https://www.britannica.com/biography/Edith-Rebecca-Saunders
2. ↑  JBS Haldane: Miss E. R. Saunders. In: Nature. 156. Jahrgang, Nr. 3961, 1945, S. 385 (englisch), doi:10.1038/156385b0.
3. 1 2 3 4 5  Staffan Müller-Wille: Saunders, Edith Rebecca, Lexikon der bedeutenden Naturwissenschaftler, 2007, Band 3; Elsevier GmbH, München; S. 246; ISBN 3-8274-1883-6
4. ↑  Kara Rogers: Balfour Biological Laboratory. Encyclopædia Britannica, abgerufen am 24. März 2020 (englisch).
5. ↑  ML Richmond: "A Lab of One's Own": The Balfour Biological Laboratory for Women at Cambridge University. In: Isis. 88. Jahrgang, Nr. 3, 1997, S. 422–455, doi:10.1086/383769, PMID 9450359.
6. ↑  ML Richmond: Opportunities for women in early genetics. In: Nature Reviews Genetics. 8. Jahrgang, Nr. 11, 2007, S. 897–902, doi:10.1038/nrg2200, PMID 17893692.
7. ↑  Christine Alexander: Edith Rebecca Saunders. Genetics Society, archiviert vom Original (nicht mehr online verfügbar) am 24. März 2020; abgerufen am 24. März 2020 (englisch).  Info: Der Archivlink wurde automatisch eingesetzt und noch nicht geprüft. Bitte prüfe Original- und Archivlink gemäß Anleitung und entferne dann diesen Hinweis.
8. ↑  Bateson, W. and Saunders, E. R. (1902) The facts of heredity in the light of Mendel’s discovery. Reports to the Evolution Committee of the Royal Society, I. pp 125–160
9. ↑  Ingrid Lobo: Discovery and Types of Genetic Linkage. Nature, abgerufen am 25. März 2020 (englisch).

| Personendaten    | Personendaten                                  |
| ---------------- | ---------------------------------------------- |
| NAME             | Saunders, Edith Rebecca                        |
| KURZBESCHREIBUNG | britische Genetikerin, Biologin und Phytotomin |
| GEBURTSDATUM     | 14. Oktober 1865                               |
| GEBURTSORT       | Brighton                                       |
| STERBEDATUM      | 6. Juni 1945                                   |
| STERBEORT        | Cambridge                                      |